# Smith & Wesson Model 460XVR

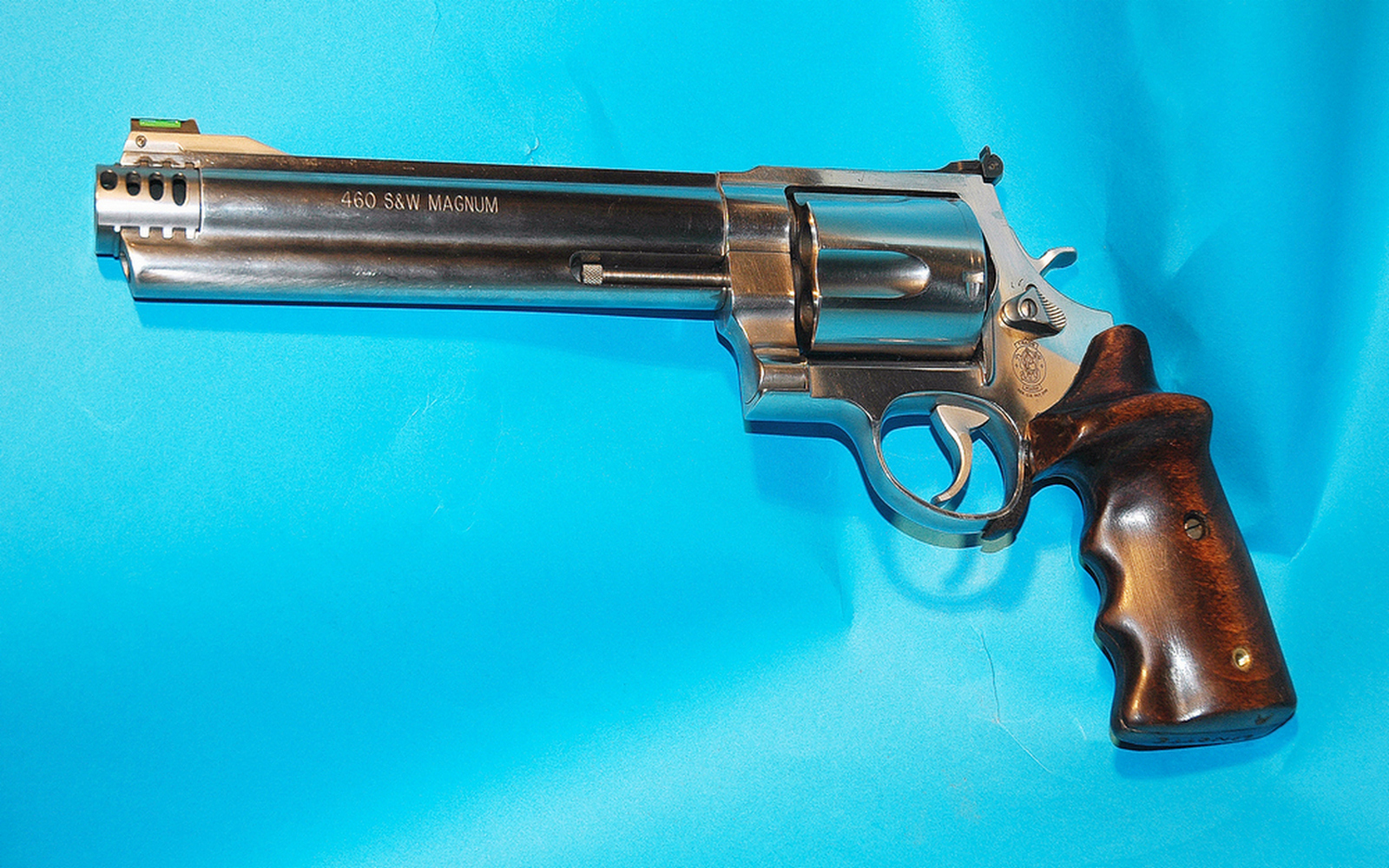
Un Smith & Wesson 460XVR.

Le revolver Smith & Wesson Model 460XVR est une variante du S&W Modèle 500 chambrée en .460 S&W Magnum. Selon la longueur du canon choisie par son acquéreur, il est destiné à la défense personnelle, à la chasse à l'arme de poing ou au tir sportif.